# Ritratto di Elisabetta di Valois
Il ritratto di Elisabetta di Valois è un dipinto a olio su tela della pittrice Sofonisba Anguissola, databile 1561-1565 circa e conservato nel Museo del Prado a Madrid.

## Descrizione
Elisabetta di Valois (1545-1568) era una principessa francese, del ramo dei Valois-Angoulême, dinastia dei Capetingi. Era nata da Enrico II di Francia e da Caterina de' Medici e divenne regina consorte di Spagna. Sposò giovanissima, il 27 giugno 1559, il re Filippo II di Spagna che era al suo terzo matrimonio, ed ebbe cinque figlie, di cui solamente due divennero adulte, Isabella Clara Eugenia e Caterina Michela di Spagna. Morì di parto prematuro e non sopravvisse la sua ultima bambina. Sofonisba Anguissola si prese cura delle due infante, orfane di madre. Dipinse le due bambine, pochi anni dopo, in un delicato quadro Infante Isabella Clara Eugenia e Caterina Michela.
L'iconografia del ritratto deriva da quello di Elisabetta del Portogallo, madre di Filippo II, dipinto da Tiziano. L'immagine vuole evocare l'importanza della regina di origine francese, alla corte di Spagna: infatti Elisabetta di Valois ebbe anche un ruolo politico, poiché il suo matrimonio doveva contribuire a rafforzare la pace tra la Spagna e la Francia.
La regina è conosciuta anche per la cosiddetta entrevue de Bayonne, del giugno 1565, cioè per il suo incontro con la madre Caterina, alla presenza del duca d'Alba. Tra le dita inanellate della mano destra la regina ha un ritratto in miniatura del marito Filippo II: un oggetto prezioso e simbolico, una invenzione rinascimentale, un compagno inseparabile per le giovani spose. La miniatura è la chiave della rappresentazione simbolica: 1565 è l'anno del ritratto e anche dell'incontro di Bayonne.
Narra una leggenda che la regina Elisabetta di Valois s'innamorò di don Carlos, primogenito e unico figlio avuto fino allora da Filippo II. La storia tragica, che portò alla morte di don Carlos, fu ripresa nella tragedia Don Carlos di Friedrich Schiller, nell'opera Don Carlo di Giuseppe Verdi e nel Filippo di Vittorio Alfieri; ma appare totalmente inventata.
Elisabetta di Valois si presenta in questo dipinto nello splendore della sua giovanissima età e irradia forza e sicurezza. L'abito nero e lungo fino ai piedi, dalle maniche larghissime, fermate sul polso da un gioiello, è illuminato sul davanti da un delicato ricamo di perle che sembrano comporre i gigli di Francia, sua patria di origine. Una cintura in oro e pietre preziose le cinge la vita e una collana di analogo disegno le pende al collo.
Gli abiti ufficiali erano spesso di colore nero. Sia quelli femminili che quelli del re, ossessionato dall'idea dell'austerità, portano un'importante testimonianza sul modo di vestire alla corte.
Il Duca d’Alba aveva raccomandato Sofonisba Anguissola al re Filippo II che l'aveva invitata a corte, come ritrattista. Entrata nelle grazie della regina, ne divenne dama di compagnia e le diede lezioni di pittura. La Anguissola sapeva come impadronirsi dei tratti psicologici del personaggio che ritraeva e riproduceva, nei minimi dettagli, lo sfarzoso guardaroba e i preziosi gioielli indossati a quel tempo.
Questo ritratto di Elisabetta di Valois, a tutta figura e a grandezza naturale, è attribuito a Sofonisba Anguissola, per la ricchezza e minuzia dei particolari, per l'equilibrio dell'impianto e per l'introspezione psicologica.

### Elisabetta di Valois nel mito
- Felice Venosta, Elisabetta di Valois: racconto storico, Milano, Bonta, s. d., SBN LO10151908.
- Francesco Maria Piave, Elisabetta di Valois: tragedia in tre atti di F. M. Piave; musica del maestro Antonio Buzzolla. Espressamente composta pel Gran Teatro la Fenice nella stagione di carnovale e quadragesima del 1849-50, Venezia, Dalla tipografia Rizzi, 1849-1850, SBN MUS0288446.
- Edoardo Guglielmi, Elisabetta di Valois: caratteri di un grande personaggio verdiano, Parma, Istituto di studi verdiani, 1971, SBN TSA0887847.

### Sofonisba Anguissola
- Flavio Caroli, Sofonisba Anguissola e le sue sorelle, Milano, A. Mondadori, 1987, SBN CFI0111864.
- Sofonisba Anguissola e le sue sorelle, Milano, Leonardo Arte, 1994, SBN RER0011916.
- (EN) Italian women artists from Renaissance to Baroque, Milano, Skira, 2007, SBN VEA0702687.